# Pleudaniel
Pleudaniel (tiếng Breton: Planiel) là một xã của tỉnh Côtes-d’Armor, thuộc vùng Bretagne, tây bắc Pháp.

## Dân số
Người dân ở Pleudaniel được gọi là Pleudanielais hoặc Pleudaniellais hoặc Pleudanielois.

## Twinning
- Ballinhassig, Republic of Ireland